# Yūtarō Shin
Yūtarō Shin (japanisch 新 裕太朗 Shin Yūtarō; * 11. März 1990 in Ageo) ist ein japanischer Fußballspieler.

## Karriere
Shin erlernte das Fußballspielen in der Schulmannschaft der Teikyo High School und der Universitätsmannschaft der Aoyama-Gakuin-Universität. Seinen ersten Vertrag unterschrieb er 2012 beim Fukushima United FC. Am Ende der Saison 2012 stieg der Verein in die Japan Football League auf. Am Ende der Saison 2013 stieg der Verein in die J3 League auf. 2015 wechselte er zu Azul Claro Numazu. 2016 wechselte er nach Australien zu Sydney United. 2018 wechselte er zu Melbourne Knights.